# Municipio de Columbus (Misuri)
Columbus Township es un municipio del condado de Johnson, Misuri, Estados Unidos. Según el censo de 2020, tiene una población de 1207 habitantes.
La subdivisión tiene un código censal Z1, que indica que no está en funcionamiento (non-functioning county subdivision).

## Geografía
Está ubicado en las coordenadas 38°51′31″N 93°53′43″O / 38.85861, -93.89528. Según la Oficina del Censo de los Estados Unidos, tiene una superficie total de 108.65 km², de la cual 108.37 km² corresponden a tierra firme y 0.28 km² están cubiertos de agua.

## Demografía
Según el censo de 2020, hay 1207 personas residiendo en la zona. La densidad de población es de 11.14 hab./km². El 86.66 % de los habitantes son blancos, el 0.75 % son afroamericanos, el 0.58 % son amerindios, el 0.58 % son asiáticos, el 0.08 % es isleño del Pacífico, el 0.99 % son de otras razas y el 10.36 % son de una mezcla de razas. Del total de la población, el 3.15 % son hispanos o latinos de cualquier raza.